# Jüdischer Friedhof (Schwedt/Oder)
Der Jüdische Friedhof Schwedt/Oder in der Stadt Schwedt/Oder im Landkreis Uckermark in Brandenburg ist ein geschütztes Baudenkmal. 

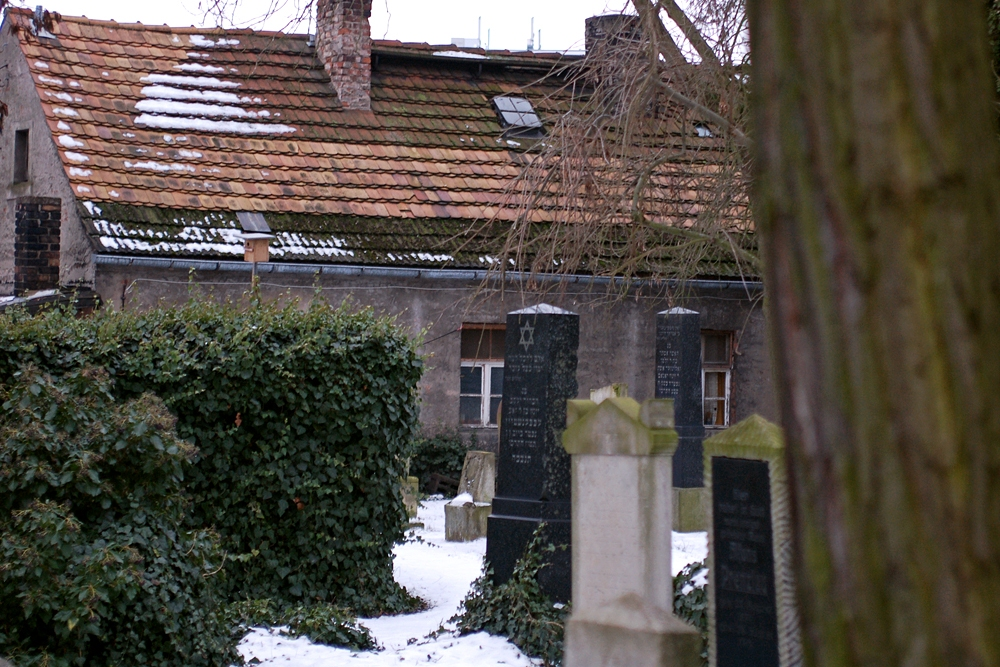
Grabsteine, im Hintergrund das ehemalige Totengräberhaus

## Beschreibung
Der etwa 1875 m² große Friedhof liegt an der Helbigstraße. Auf ihm sind 121 Grabsteine aus dem 18. bis 20. Jahrhundert erhalten. Damit gehört der Schwedter Friedhof zu den größten erhaltenen jüdischen Friedhöfen in Brandenburg. Die Friedhofshalle ist ebenfalls erhalten.

## Geschichte

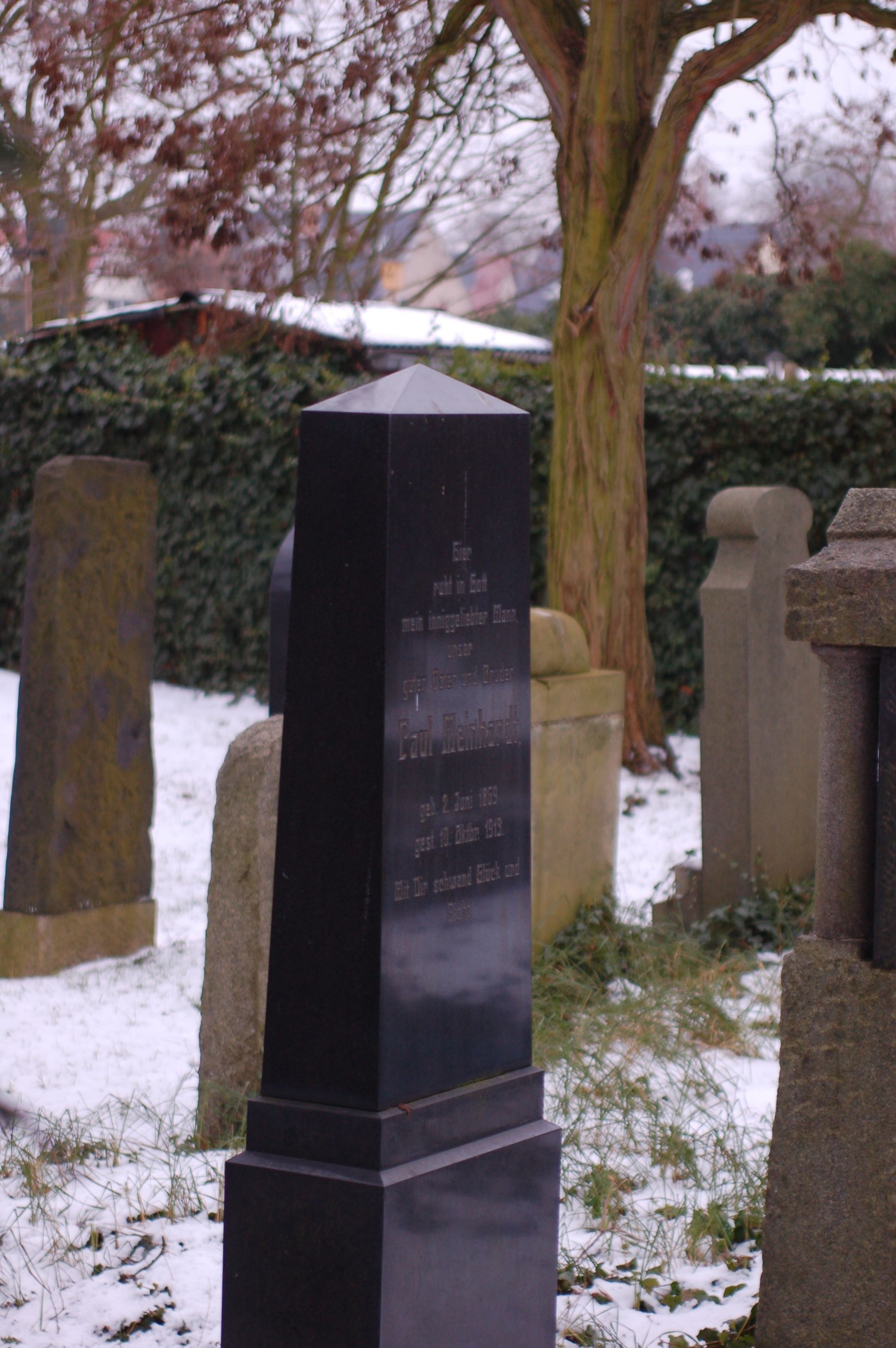
Ein 2,40 m hoher Grabstein. Diese Seite zeigt die deutsche Inschrift

Bereits im 17. Jahrhundert wurde der Friedhof angelegt. Bis 1709 wurden auch die verstorbenen Juden aus Angermünde hier beigesetzt. Im westlichen Teil des Friedhofes befinden sich die ältesten Steine. Der älteste noch heute erhaltene Grabstein stammt aus dem Jahr 1818. Die letzte Beisetzung fand 1942 statt. 
Im Dezember 2000 wurde der Friedhof geschändet. Im Sommer 2008 wurden Grabsteine restauriert. Im Januar 2009 wurde der Friedhof erneut geschändet. 